# Шух, Эрнст фон
Эрнст Готтфрид фон Шух (нем. Ernest Gottfried Schuch; 23 ноября 1846, Грац, Австрийская империя — 10 мая 1914, Радебойль, Германская империя) — австрийский дирижёр. Дирижировал премьерами около 50 опер.

## Биография
Эрнст фон Шух родился 23 ноября 1846 года в австрийском городе Граце. Там же в юности изучал юриспруденции, но интерес к музыке всё-таки перевесил. Возглавлял музыкальное общество в Граце.
В 1867 году поступил капельмейстером в городской театр в Бреслау, совершенствовался под руководством работавшего там же Карла Дюмонта, затем у О. Дессофа. В 1871 году покинул Бреслау и недолгое время работал в Вюрцбурге, Граце и Базеле. В 1872 году работал дирижёром итальянской оперы Поллини в Дрездене.
Большая часть творческой деятельности Шуха связана с Дрезденской придворной оперой, в которой он проработал с 1873 года по 1913 год. В 1873 году Шуха назначили придворным капельмейстером. С 1879 года он занимал должность первого капельмейстера, а с 1882 года стал руководителем театра. С 1889 года являлся генеральмузикдиректором.
Именно с его именем связан её расцвет. Вначале он дирижировал только итальянскими операми. Позже стал одним из выдающихся исполнителей произведений Вагнера. Огромное значение для театра имело сотрудничество Шуха со Рихардом Штраусом, который поручил Шуху и его коллективу первое исполнение нескольких своих опер.
В 1899 году дирижировал в концертах Императорского русского музыкального общества в столице Российской империи городе Санкт-Петербурге. С 1900 года начал гастрольную деятельность. Шух выступал в театрах России. Италии, Австрии, США и других странах.
Э. Шух дирижировал множеством оперных премьер. Среди них можно выделить такие оперы: Саломея (1905), Электра(1909), Кавалер розы (1911) Штрауса.
В конце XIX — начале XX века Эрнст фон Шух считался одним из наиболее ревностных пропагандистов русской музыки в Германии.

## Семья
Жена (с 1875 года) — оперная певица Клементина Прошка. Трое детей музыкальной пары также стали музыкантами: наибольшей известности достигла певица Лизль фон Шух, её сестра Кете фон Шух (в замужестве Шмидт; 1885—1973) также стала певицей, а их брат Ханс фон Шух (1886—1963) — виолончелистом и музыкальным педагогом. Его дочь Клементина фон Шух также была оперной певицей.

## Награды
- Орден Святого Михаила 2 класса со звездой (Бавария, 1896)
- Орден Гражданских заслуг Баварской короны, великий командор (Бавария, 1912)
- Орден Церингенского льва, командор 1-го класса (Баден, 1908)
- Орден Фридриха, командор 1-го класса (Вюртемберг, 1906)
- Орден Фридриха, командор 2-го класса (Вюртемберг, 1896)
- Династический орден Липпе 3-го класса (Липпе-Детмольд, Шаумбург-Липпе, 1876)
- Орден Красного орла 2-го класса (Пруссия, 1912)
- Орден Красного орла 4-го класса (Пруссия, 1882)
- Орден Короны 2-го класса (Пруссия, 1903)
- Орден Саксен-Эрнестинского дома, командор 1-го класса (Саксен-Альтенбург, Саксен-Кобург-Гота, Саксен-Мейнинген, 1893)
- Орден Саксен-Эрнестинского дома, рыцарь 1-го класса (Саксен-Альтенбург, Саксен-Кобург-Гота, Саксен-Мейнинген, 1884)
- Орден Белого сокола, командор со звездой (Саксен-Веймар-Эйзенах)[7]
- Орден Заслуг, командор 1-го класса (Саксония, 1912)
- Орден Альбрехта, командор 2-го класса (Саксония, 1891)
- Орден Альбрехта, рыцарь 1-го класса (Саксония, 1878)
- Золотая медаль «Virtuti et ingenio» (Саксония, 1902)
- Серебряная медаль королевы Каролы Шведской (Саксония, 1899)
- Дрезденская золотая медаль «За заслуги» (Саксония, 1898)
- Памятная монета к 350-летию Королевской саксонской музыкальной капеллы (Саксония, 1899)
- Орден Железной короны 3-го класса (Австро-Венгрия, 1886)
- Императорский австрийский орден Франца Иосифа, командор со звездой (Австро-Венгрия, 1906)
- Императорский австрийский орден Франца Иосифа, рыцарь (Австро-Венгрия, 1906)
- Орден Изабеллы Католической, командор 1-го класса (Испания, 1908 или 1909)
- Орден Святой Анны 2-й степени (Россия, 1890)
- Орден Короны Румынии, офицер (Румыния, 1881)
- Орден Святого Григория Великого, командор (Святой Престол, 1898)
- Орден Таковского креста 2-й степени (Сербия)[7]
- Орден Белого слона, командор (Сиам, 1897)
- Орден Вазы, кавалер (Швеция, 1875)